# Patinatge artístic als Jocs Olímpics d'hivern de 1992 - Individual masculí
Als Jocs Olímpics d'Hivern de 1992 celebrats a la ciutat d'Albertville (França) es disputà una prova de patinatge artístic sobre gel en categoria masculina que formà part del programa oficial dels Jocs.
La competició se celebrà entre els dies 13 i 15 de febrer de 1992 a les instal·lacions del Halle Olympique, situat al costat del Théâtre des Cérémonies.

## Comitès participants
Hi participaren un total de 31 patindors de 23 comitès nacionals diferents.
| - Austràlia (1) - Àustria (1) - Canadà (3) - Corea del Nord (1) - Corea del Sud (1) - Croàcia (1) |  | - Dinamarca (1) - Eslovènia (1) - Equip Unificat (3) - Estats Units (3) - Finlàndia (1) - França (2) |  | - Itàlia (1) - Japó (2) - Letònia (1) - Mèxic (1) - Noruega (1) - Polònia (1) |  | - Regne Unit (1) - Romania (1) - Txecoslovàquia (1) - R.P. de la Xina (1) - Xina Taipei (1) |

## Resum de medalles
| Or              | Argent     | Bronze     |
| Viktor Petrenko | Paul Wylie | Petr Barna |

## Resultats
| Posició | Nom                    | CON             | PC | PL | Pts. |
| ------- | ---------------------- | --------------- | -- | -- | ---- |
| 1       | Viktor Petrenko        | Equip Unificat  | 1  | 1  | 1.5  |
| 2       | Paul Wylie             | Estats Units    | 3  | 2  | 3.5  |
| 3       | Petr Barna             | Txecoslovàquia  | 2  | 3  | 4.0  |
| 4       | Christopher Bowman     | Estats Units    | 7  | 4  | 7.5  |
| 5       | Alexei Urmanov         | Equip Unificat  | 5  | 5  | 7.5  |
| 6       | Kurt Browning          | Canadà          | 4  | 6  | 8.0  |
| 7       | Elvis Stojko           | Canadà          | 6  | 7  | 10.0 |
| 8       | Vyacheslav Zagorodniuk | Equip Unificat  | 10 | 8  | 13.0 |
| 9       | Michael Slipchuk       | Canadà          | 8  | 9  | 13.0 |
| 10      | Todd Eldredge          | Estats Units    | 9  | 11 | 15.5 |
| 11      | Grzegorz Filipowski    | Polònia         | 13 | 10 | 13.5 |
| 12      | Steven Cousins         | Regne Unit      | 12 | 12 | 18.0 |
| 13      | Masakazu Kagiyama      | Japó            | 11 | 15 | 20.5 |
| 14      | Nicolas Petorin        | França          | 14 | 14 | 21.0 |
| 15      | Eric Millot            | França          | 17 | 13 | 21.5 |
| 16      | Cameron Medhurst       | Austràlia       | 16 | 16 | 24.0 |
| 17      | David Liu              | Xina Taipei     | 15 | 19 | 26.5 |
| 18      | Ralph Burghart         | Àustria         | 20 | 18 | 28.0 |
| 19      | Oula Jaaskelainen      | Finlàndia       | 23 | 17 | 28.5 |
| 20      | Konstantin Kostin      | Letònia         | 18 | 22 | 31.0 |
| 21      | Sung-Il Jung           | Corea del Sud   | 21 | 21 | 31.5 |
| 22      | Henrik Walentin        | Dinamarca       | 24 | 20 | 32.0 |
| 23      | Mitsuhiro Murata       | Japó            | 22 | 23 | 34.0 |
| 24      | Shubin Zhang           | R.P. de la Xina | 25 |    |      |
| 25      | Luka Klasinc           | Eslovènia       | 26 |    |      |
| 26      | Marius Negrea          | Romania         | 27 |    |      |
| 27      | Su-Min Li              | Corea del Nord  | 28 |    |      |
| 28      | Tomislav Cizmesija     | Croàcia         | 29 |    |      |
| 29      | Riccardo Olavarrieta   | Mèxic           | 30 |    |      |
| 30      | Gilberto Viadana       | Itàlia          | 19 |    |      |
| 31      | Jan Erik Digernes      | Noruega         | -- |    |      |